# Kanat Kimak
El Kanat Kimak o Kimäk o Kimek fou un important estat turc medieval format principalment pels pobles turcs dels kimaks i kiptxaks a l'àrea dels rius Ob-Irtix. Va existir com kaganat Kimak aproximadament del 743 a 1050, i com a Kanat Kimak fins a la conquesta mongola a principis del segle xiii. Els geògrafs àrabs i perses, els viatgers i els historiadors proporcionen abundant informació sobre els kimaks. El nom Kimaks no era conegut pels geògrafs xinesos medievals, igual que el nom de Chumuhun no era conegut per geògrafs àrabs i perses. Els dos noms es referien al mateix grup Kimak. Des de 840 a 916 el kaganat Kimak dominava el cor d'Àsia, controlant una porció central clau de la Ruta de la Seda, i influïa en esdeveniments des de la Xina a Pèrsia i Europa, igual que els escites i mongols abans i després. La política dels kimaks es pot ara veure com el que era: un dels grans imperis nòmades pastorals de tots els temps.
Al començament, l'estat Kimak incorporava set tribus emparentades: Kimaks, yamaks, kiptxaks, tatar, bayandurs, lanikaz i ajlads. Al seu zenit el kaganat Kimak tenia 12 tribus nuclears, i s'estenia des del Riu Irtix i les muntanyes de l'Altai a l'est fins a l'estepa de la mar Negra a l'oest, a les vores de la taigà al nord, i a l'estepa deserta al sud. Després de la seva decadència, els kimaks del Jeti-su (Semireche) es retiraven altra vegada a la regió de l'Irtix superior, i els Kiptxak-Kimaks occidentals s'instal·laven a les estepes Pòntiques del Nord.
Els kimaks eren originalment tengrians, amb algunes comunitats budistes i cristianes. Al segle xi l'islam feia alguns avenços.

## Prehistòria
Originalment, el kimaks vivien al llarg de l'Irtix entre les serralades de l'Altai i el Tarbagatai. Durant temps del Kanat dels Turcs (552-743), les tribus huníques chuüe, chumi, chumuhun i chuban, yueban anomenats "Huns dèbils" pels historiadors xinesos, jugaven un paper essencial com a part del Shato Türk i les unions tribals dels kimaks. Els historiadors xinesos localitzaven els Üebans a l'oest del Tarbagatai i l'Altai. La civilització creada pel kaganat Turc fou continuada per moltes poblacions, incloent-hi kiptxaks, kimaks, uigurs, bajanaks (petxenegs), oghuz, karlucs, kirguís, türgesh, khàzars, búlgars i altres, que van ser els hereus després de la destrucció del kaganat.
Al mig del segle VII el kimaks vivien prop de l'Irtix, al nord de l'Altai, i eren part del kanat dels Turcs Occidentals. Després de la desintegració d'aquest el 743, una part del kimaks romangueren dins l'estat successor, el Kanat Uigur (740-840), i una altra part va assolar la independència. Durant aquest període es va consolidar un nucli de tribus kimaks.
El cap de la confederació Kimak tenia el títol "Shad Tutuk", equivalent a "Príncep que Governa" o "Qui Governa". La tribu Imak (Yemak, Kimak) fou al capdavant de la unió tribal, i posteriorment del kaganat Kimak. En una altra transcripció el nom tribal sona com "Kai" (Kay), la qual cosa en mitjà mongol equival a "serp". Possiblement durant consolidació de les set tribus va aparèixer l'expressió: "Una serp que té set caps", citada per Mahmud Kashgari en el seu treball fonamental "La Genealogia dels Turcs". Al final del segle x, no sols els escriptors erudits i científics del califat tenien coneixements sobre ells, sinó que en els estats asiàtics centrals el viatge al país Kimak era especialment ben conegut i se'n parlava en els mercats i chaihanas (cases de te).

## Període del Kaganat Kimak

### Període Inicial
Abans de la meitat del segle VIII els kimaks feien frontera amb els karlucs i els tokuz-oghuz pel sud, i amb els kirguís del Ienissei per l'est. Després de l'esclat del 743 del kanat dels Turcs Occidentals, el cos principal del kimaks romania a l'àrea de l'Irtix, i una part de les tribus kimaks a la segona meitat del segle VIII i el començament del segle ix més o menys, emigrava en dues direccions, cap al nord-oest als Urals i cap al sud-oest al nord del Jety-su (Semireche). L'impacte de l'emigració va portar un canvi en la composició ètnica de la població de l'Itil mitjà i el baix Kama a l'oest. Estenent-se des de l'àrea de l'Irtix, els kimaks ocuparen territoris entre els rius Yaik i Emba, i les estepes de la mar d'Aral i la mar Càspia, a l'àrea de Jety-su. Durant els segles VII a XII la cultura dels kimak i els kiptxaks era idèntica. Els veïns del sud dels kimaks eren els karkuks (sense govern central) que conservaren la seva independència durant 200 anys més. La residència del kan Kimak era a la ciutat d'Imakia a l'Irtix.

### Període mitjà
Després del trencament del Kanat Uigur, les tribus asiàtiques centrals es trobaren independents. Els kimaks, de totes les tribus nombroses que van resultar, estaven ben preparats per encapçalar una nova unió tribal, i crearen un estat kimak, el kaganat Kimak, una federació de set tribus, set khanlyks. Abu Said Gardizi (mort el 1061) escriu que la federació Kimak constava de set tribus: 'Kimaks (Imak, Imek, Yemek), Imis, Tatars, Bayandurs, Kiptxaks, Lanikaz i Adjlad. Els historiadors xinesos anomenaven "chumuhun" als descendents restants d'aquells üeban ("Huns dèbils") que vivien a l'oest de Tarbagatai i l'Altai i romangueren independents del kanat Uigur, i en aquesta àrea es van formar els kimaks històrics. Així, com a descendents dels huns amb les tribus huníques, els kimaks continuaren la seva història en endavant. El nom del tàtars s'esmenta per una primera vegada en connexió amb els esdeveniments de la meitat del segle VI en les inscripcions de Kül-Tegin i Bilge-Kagan a Kosho-Tsaydam. Les tribus tàtars participaren no solament en la creació de l'estat Kimak, sinó també en l'etnogènesi dels kimaks. El 821 l'àrab Tamim ibn Bahr al-Mutawai viatjava al territori dels tokuz-oghuz a través de les terres dels kimaks i kiptxaks. La seva descripció del viatge, la descripció dels turcs, fou més tard utilitzada per altres autors. El viatger persa Gardizi feia els primers apunts sobre els kimaks, anotant la seva localització que prèviament era considerada el territori dels descendents dels huns, anomenats pels autors xinesos "chumuhun". Tamim Ibn Bahr en la primera part del segle ix també fou un dels primers autors que esmentava als kimaks. En el segle ix els kimaks apareixen aliats amb els oghuz.
La tribu dominant dels kimaks vivia principalment a les ribes de l'Irtix. Els kiptxaks, descrits per l'Hudud al-Alam, ocupaven un territori separat situat a l'oest, aproximadament en la part del sud-est del sud de les muntanyes Urals. Els cronistes xinesos escrivien sobre les muntanyes de la terra Kipchak, i en la crònica Üan-shi aquestes muntanyes s'anomenen Üyli-Boli, i als Kipchaks se'ls anomena com "tsyn-cha". Al nord dels Kiptxaks i kimaks hi havia un inacabable bosc de taigàs.
Després del trencament del Kanat Uigur el 840, porcions de les tribus turques Eymür, Bayandur i Tàtar es van unir al gruix de les tribus Kimak. Les tribus tàtar ja eren membres de la confederació Kimak, i alguns d'ells ja havien participat en la formació inicial del kaganat Kimak. Els kiptxaks també tenien el seu khanlyk, però políticament eren dependents dels kimaks. En la segona meitat del segle ix el kimaks, reforçats, començaven a marxar cap a l'oest. Ocupaven les terres dels bajanak (besenyo, badjinak, patsinak, petxenegs) nòmades criadors de bestiar, el nucli dels quals eren les tribus de la unió política de Kangar. La posició bajanak va empitjorar, i la seva unió fou derrotat per una aliança d'oghuz, kimaks i karluks. Els kimaks, juntament amb els oghuz, ocuparen les terres dels kangar bajanak al llarg de Seyhun (Sir Darya) i de l'àrea de l'Aral, fent-se càrrec de les pastures del sud dels Urals. Sota pressió dels kimaks, el bajanaks passaren des de la zona del mar d'Aral fins a les estepes de l'Itil inferior, i des d'allà a la zona entre el Don i el Dnieper, empenyent els magiars cap a l'oest. Al final del segle ix al sud de les estepes europees orientals es formava una nova unió dels nòmades bajanaks, anomenats pels àrabs "badjnaks", i pel romans d'Orient "patsinaks". Els seus veïns eren els poderosos i ben coneguts oghuz, kiptxaks (cumans), magiars i khàzars. Sota pressió d'agressions dels kiptxaks o cumans aliats als seus cosins lingüístics oghuz del kaganat Kimak, i utilitzant la debilitat dels khàzars, els bajanaks es traslladaren a través del territori d'aquestos cap a l'oest, portant la destrucció a les poblacions de búlgars i alans establertes al nord del Caucas.
Al segle x els oghuz eren aliats dels kimaks. En la seva obra, Ibn Hàwqal dibuixava un mapa mostrant que les tribus kiptxak-kimak juntament amb els oghuz pasturaven al nord de les estepes de la mar d'Aral, i al-Masudi aproximadament al mateix temps escrivia que tots ells vivien al llarg de lEmba i el Yaik. A l'Orient Mitjà, el país Kiptxak es començava a anomenar Desht-i-Kipchak. Al-Biruni notava que els oghuz bastant sovint pasturaven al país dels kimaks. Alguns clans de tribus kimaks també sovint recorrien les terres al llarg de la costa de la mar Càspia: el Shahname fins i tot esmenta aquell mar com "mar dels Kimak". Els veïns occidentals principals dels kimak-kipchaks al segle x eren els Baixkirs, amb qui en aquella època els clans kiptxaks més occidentals estaven establint contactes estrets.
L'economia de la confederació Kimak, amb els seus establiments i pastures que s'estenien per milers de quilòmetres de l'Irtix a la mar Càspia, i des de la taigà fins als semideserts del Kazakhstan, era desigual entre les àrees orientals i les àrees occidentals, i entre l'estepa de boscos del nord i la part baixa de les muntanyes del sud a Tian Shan. Un persa anònim emfasitzava de manera especial que els kiptxaks vivien a l'extrem occidental del Kaganat portaven un kodus de vida més primitiu que el kimaks que vivien prop de l'Irtix, on la ciutat d'Imakiya era el centre de la unió Kimak, i seu d'estiu del kagan Kimak.
Al 12è segle el territori del kanat incloïa el sud dels Urals, l'àrea oriental de la Volga, la Península de Mangyshalk, i el nord-oest de la regió de la mar d'Aral. Els seus centres incloïen Kimäks i Sangir. Gran part de la població era seminòmada, una minoria eren pagesos sedentaris, molts dels habitants de ciutat eren artesans. En les parts septentrionals del territori Kimak hi havia ciutats excavades i xarxes de túnel amb cambres per evitar el fred.
Els Kimeks eren governats per un "Kagan, també anomenat "Khakan" als registres orientals (no als de la dinastia d'Ashina del primer kanat Turc). Als segles x i xi el clan que governava era tàtar kimak. Més tard semblen haver estat governats pel clan Ilbari (Ilburi).
Durant el segle x els kiptxaks es van fer independents dins del kaganat, i començaren una emigració cap a l'oest. Una part dels kiptxaks es va barrejar amb kangars (kangly i kangüy) i esdevingueren els cumans. El zenit de poder Kimak arribà sota els governants Ilburi prop del final del segle xi. El 1183, els kimaks atacaven Bulgària del Volga, i dues vegades saquejaven Coràsmia, el 1152 i el 1197.

### Decadència
La confederació Kimak ocupava un territori enorme des dels rius Tobol i Irtix a la mar Càspia i al Seyhun, des de la taigà als semideserts del Kazakhstan. La frontera del nord de la federació Kimak era la taigà siberiana, la frontera oriental eren les muntanyes Altai, la frontera del sud era l'estepa quasi morta de Bet Pak. Les fronteres de l'estat Kimak estaven protegides naturalment dels enemics, i els kimaks vivien tranquils. A les fronteres perifèriques dels kimaks hi vivien karluks, oghuz i kirguís. Kimaks, kiptxaks, oghuz, bajanaks, ugrs i altres poblacions i grups ètnics del multiètnic kaganat Kimak vivien pacíficament; el kaganat Kimak estava prosperant.
Al començament del segle xi kimaks i kiptxaks van empènyer al oghuz cap al sud, als bajanaks cap a l'oest, als karlucs al sud-est
i als ugrs al nord cap a la taiga siberiana, i van esdevenir amos senyors de l'antic Kangüy. Els khanlyks individual del
 es van fer més forts, les forces centrífugues es van incrementar minant l'autoritat central. El khakan esdevingué només un cap militar de la milícia, perquè ja no hi havia cap exèrcit central, cada kan individual tenia el seu petit exèrcit de soldats. Els kimaks i després els khitans pressionaren als kiptxaks a moure's cap a l'oest. Al començament del segle xi el kanlyk Kiptxak es traslladava cap a l'oest, ocupant terres que abans pertanyien als oghuz. Després d'ocupar els territoris oghuz, els kiptxaks van quedar sensiblement reforçats, i els kimaks esdevingueren dependents del kiptxaks. L'emigració kiptxak era una invasió planejada, una captura de pastures més riques. Una part del kimaks romanngué a les seves terres anteriors al llarg de l'Irtix, i l'altra part va sortir amb els kiptxaks cap a l'oest. Una gran proporcióde les tribus del kaganat Kimak, les tribus turques dels kimaks, kipchaks, bajanaks i oghuz emigrava a l'oest, a més enllà del Yaik, Itil, Don i Dnieper, canviant el mapa ètnic de l'Europa de l'est. Els karlucs del sud es van unir als Karakhànides.
Una massa significativa dels kiptxaks i kimaks romania als territoris d'Irtix, amb l'antiga població de la Sibèria occidental. Posteriorment, formaren els tàtars siberians i altres poblacions turqueses. A l'oest, els kiptxks seguien el camí recorregut prèviament pels bajanaks sota la pressió dels oghuz, i més tard pres pels oghuz sota la pressió dels kimaks i kiptxaks. Aquestos darrers van creuar l'Itil, després el Don, el Dniester i el Dnieper, arribant al Danubi. En el camí se'ls van unir les restes del bajanaks i dels oghuz. Les cròniques russes de l'any 1054 enregistren una aparició prop de Kíev del poble oghuz, que era empesa pels kiptxaks, una branca dels limaks del mitja Irtix i de l'Ob.
Al-Marwazi (final del segle xi, metge a la cort dels soldans seljúcides) i l'historiador armeni Matvey Edessian (meitat del segle xi) enregistren ambdós el mateix esdeveniment amb noms semànticament idèntics. Al-Marwazi diu que el Kais (serps) i Kuns premien el Shars (del turc sary = pàl·lit o groc), i aquestos al seu torn ocupaven les terres dels turcmans, oghuz i badjanaks. Matvey Edessian diu que el pobles dels Serps premia els "pèl-roig" (en aquest cas voldria dir rossos panotxa), i els "pèl-roig" es movien a la terra dels oghuz, que juntament amb els badjanaks atacaven l'Imperi Romà d'Orient. Els Kais són els Kimaks, i els Shars o Sharis (Sharys) són els Kiptxaks, amb l'adopció eslava de la paraula "Kipchak" com "Polovets" (eslau "polovye") que vol dir "groc clar". A més a més dels sharys o sigui els kiptxaks, en l'avenç a l'oest van participar altres hordes kimaks (Kais o Kuns) i altres membres del que fou el kaganat Kimak.
En aquesta emigració global a les pastures occidentals els kiptxaks eren els participants més actius, un cert nombre de fonts els anomenen "grocs". Molts investigadors creuen que els kipchaks eren rossos i amb ull blaus, originalment "dinlins", que vivia a les estepes del sud de Siberia al final del I mil·lenni aC, i que eren, segons els cronistes xinesos, rossos. Naturalment entre els kiptxaks alguns individus eren rossos, tanmateix una gran majoria dels pobles turcofons tenia una addició de mongoloidesa (segons els antropòlegs), i els kimak-kiptxaks eren en general de cavell fosc i ulls marrons. Possiblement la característica del color del cabell era una definició simbòlica d'una part del kiptxaks.
La caiguda del kaganat Kimak a la meitat del segle xi fou provocada per factors externs: per la migració dels nòmades mongolofons centreasiàtics empesos pel Khitans (de parla mongol) que havien format l'estat Liao el 916 a la Xina del Nord. Els nòmades khitan ocupaven l'oest de les terres dels kimaks i kipchaks de l'Irtix. El kaganat va anar declinant, i els kimaks eren probablement sovint sotmesos a la senyoria dels kirguís i dels Kara-khitai. Als segles XI i xii una tribu de Naiman de parla mongol a la part occidental desplaçava als kimaks-kiptxaks de l'Altai mongol i l'alt Irtix. Des de la meitat del segle xii les tribus mongoles predominaven gairebé a tot el territori de la Mongòlia moderna.
Al segle xiii les restes del kanat Kimak eren conquerides pels mongols i les seves terres s'assignaven a l'ulus de Jotxi. Vegeu Horda d'Or per a la subsegüent història de l'àrea.
Una part significativa de la població a l'estat de l'Horda d'Or o Kanat Kiptxak, creat pels Mongols, estava dins les terres del que havia estat el kaganat Kimak. El líder Kimak Bachman Khan resistí durant alguns anys, oposant-se a la conquesta mongola.

## Economia
L'economia Kimak era nomadisme pastoral centroasiàtic clàssic, amb el model turc d'àmplia especialització econòmica local. L'animal clau era cavall i l'animal de subsistència principal era l'ovella. Com a animal de subsistència, l'ovella engreixada proporcionava carn per menjar, oli per a cuina, i sèu per a la llum. Els kimaks més pobres, potser els tan pobres que no tenien cap cavall, conduïen el bestiar. Hivernaven a l'estepa entre els rius Emba i Yaik, però a l'estiu anaven cap a l'Irtix. La residència d'estiu dels khakans Kimak era a la ciutat d'Imak, al mig Irtix, la capital d'hivern era a Tamim a la costa del sud del llac Balkhash. Confirmat per l'arqueològica, els Kimaks a l'àrea d'Irtix hi havitaven temporalment. Al-Idrissí al segle xii escrivia mentre un fet ben conegut sobre les terres de cultiu dels kimak, que produïen collites de blat, mill, ordi, llegums, i fins i tot arròs. Els kimaks també collien raïms, i eren apicultors. Els kimaks deixaren restes de sistemes de reg i ruïnes de castells. Al-Idrisi descriu en detall les ciutats kimaks, emfasitzant en que totes eren fortificades, i a la ciutat del kagan, amb la seva concentració de tota l'aristocràcia Kimak, és on hi havia els mercats i els temples. La vida sedentària portava a la construcció de més cases i residències als establiments i establiments amb muralla de rajola eren àmpliament utilitzats al costat de yurtes de feltre. Típicament, els dos tipus de cases tenien una llar en el centre, com en les yurtes.
Els kiptxaks, tant de fonts escrites com d'evidència arqueològica continuaven una economia pastoral de bovins amb alguns elements de vida sedentària. Les estepes (Desht-i-Kipchak) estaven ben organitzades per a la pròspera bovinocultura nòmada. L'estepa es subdividia en llocs amb certes rutes de pastures, yaylag ('yaylak, yailag, o jailik, djailik') establiments d'estiu (aul, atar, kishlak) i establiments d'hivern. Prop dels yaylak i kishlak permanents hi havia cementiris de kurgans. En els establiments i al llarg dels shlyakhs (rutes) de l'estepa els kiptxaks aixecaven santuaris als avantpassats amb estàtues de pedra que representaven els malalts. L'animal favorit de la població kimak era el cavall. Els cavalls s'utilitzaven per a equitació i per corre i en l'agricultura, i la carn de cavall es considerava la millor. Entre les habilitats artesanals la primera era processament de la pell, per fabricar, roba i calçat, arnesos de cavalls de pell i feltre. Els kimaks i altres tribus del kaganat produïen armes, eines i aparells agrícoles. En les àrees d'estepa de boscos estava àmpliament estesa la talla de fusta. Diversos estris, parts de la yurta, etc. es feien de fusta. Ferro, or, i plata es treien de les mines i es processaven. Les ciutats kimaks estaven situades principalment al llarg de les rutes de comerç. El comerç era principalment en permuta, els pagesos intercanviaven fibra i farina per anyells i la pell, però el comerç monetari també era actiu.
Sota influència de relacions de comerç actives amb àrabs musulmans, el kaganat Kimak es va dedicar al negoci de comerç d'esclaus. La gent "conflictiva", i fins i tot parents es venien com esclaus. El comerç esclau es convertia en un destí de multituds, eren venuts pels khitan, que tenien abundància de persones capturades en atacs i ràtzies. Aquesta tragèdia va durar durant 200 anys, vers 850-1050.

## Cultura
El kimak era culte. Abu Dulaf vers 940, i Ibn al-Fakikh indirectament, descrivia l'escriptura al kaganat Kimak : "Tenen canyes amb què escriuen" en l'escriptura antiga turca ([Orkhon]). Arqueòlegs han trobat miralls de bronze amb inscripcions, datats pels segles x i xi, prop d'Urdjar a les muntanyes Tarbagatai, i a la regió de l'Irtix. L. Kimball assegura que els kimak cultes tenien treballs de dret, religió, història, i poesia èpica, cap dels quals ha sobreviscut. Encara que els kimak tenia monedes de coure, molta part del comerç es feia per permuta.
La caça era una faceta clau de vida Kimak. Les caceres en grups grans servien d'entrenament per a la guerra. L'orgull, prestigi, i lideratge estaven associats amb l'ús de falcons, àguiles daurades, i gossos de caça, i amb la recerca de bèsties de presa, incloent-hi el tigre i el lleopard de la neu.
Els kans Kimak portaven corones daurades i roba cosida amb or. Al-Idrisi assenyala que els kimaks extreien or amb mercuri i feien flotar-lo en fem.
Les ciutats kimaks sorgien d'una simbiosi local de poblacions predominantment turques kimak, de la cultura autòctona preexistent, i de poblacions de qualsevol lloc de l'Àsia central. Un tret característic era que totes les ciutats eren fortificades, i en cada una un cap-príncep encapçalava una guarnició. Les ciutats se situaven en ribes de llacs, ribes de rius, en zones frontereres, i en àrees de muntanyes inexpugnables. Una paret enfortida amb una porta de ferro envoltava la capital més gran del khakan, Tamim, on també vivia l'aristocràcia. Als turons romanien els forts o castells envoltats per rases.
Els kimaks de l'estepa de Seihun comerciaven amb ovelles. La presència dels kimaks al riu Itil els permetia utilitzar rutes comercials locals importants, i els va posar en contacte amb el món romà d'Orient i el món viking
Els kimaks feien formatge i begudes derivades de la llet d'euga fermentada, part de la qual probablement es destil·lava a potència alta, i begudes d'arròs, mill, ordi, i mel.

## Religions
Els veïns occidentals dels kirguís, això és els kimaks, kiptxaks, oghuz, bajanaks, karlucs, etc., que al segle ix estaven situats més propers als països musulmans, encara tenien aleshores com a religió el tengrianisme. La religió kimak era la mateixa que la majoria dels turks, a les estepes del Baikal o al Danube: els turcs creien en Tengri. Els kimaks tenien una tradició de reverència als avantpassats. A la frontera amb els uigurs, els kimaks van adoptar el maniqueisme. Els kimaks també veneraven roques amb imatges (aparentment, petroglifs antics) i imatges del peu humà. Al-Idrissí parla sobre creença en diversos esperits, i també sobre l'acceptació per alguns kimaks del maniqueisme i l'islam. Aparentment, les dues últimes religions començaven a penetrar en els kimaks al segle x, però no es va estendre entre ells fins molt més tard, i llavors encara només a les àrees centrals, a l'àrea de l'Irtix i el Balkhash.

### tombes de kurgans i santuaris
Els trets més típics i notables de la cultura Kimak-Kipchak són els obeliscs, aixecats en santuaris de kurgans amb cantell quadrat i de pedra aspra i grava. En els segles VI a IX els santuaris similars amb estàtues dels soldats malalts o ferits i nombrosos "balbals" (una línia d'obeliscs de pedra que simbolitzava els enemics morts per l'avantpassat malalt) foren construïts pel turcs i uigurs. Després de la destrucció dels kanats turcs i uigurs, els kiptxaks foren una de les poques poblacions que parlaven turc que van conservar aquesta tradició. Els kiptxaks continuaren la tradició dels kurgans fins a la pèrdua de la seva independència política.
Des del final del segle ix una construcció de santuaris tancats petits dedicada als avantpassats, amb una estàtua (o estàtues) dins, esdevingué un tret distintiu dels kiptxaks. Els obeliscs eren esteles aspres i simples, freqüentment amb figures sense detalls. Les cares eren marcades per línies profundament obertes, freqüentment en forma de "cors". Les estàtues femelles diferien dels homes pel voltant de "pits". Els santuaris es construïen només per als nòmades rics i nobles.
Nizami descrivia la reverència dels kimaks als seus avantpassats. Els kimaks aixecaven moltes estàtues, que es considerava que tenien poder especial, i s'honraven consegüentment: "Totes les tribus kiptxak, quan passen per allí, s'inclinen dues vegades davant d'aquest obelisc. Muntat o a peu, s'hi inclinen com davant del Creador. Un cavaller deixa una fletxa de la seva bossa en honor de la figura, i els pastors deixen enrere una ovella".
Prop de l'Irtix s'han trobat enterraments per incineració; una part dels kimaks incinerava els seus morts.

### Formes d'enterrament de kimaks, kiptxaks, i oghuz al Kaganat Kimak
S. A. Pletneva desenvolupà una descripció comparativa d'enterraments de l'edat mitjana a la zona de la mar Negre, incloent-hi kimaks i kipchaks, i unes altres tradicions ètniques d'enterrament de kurgans. Els objectes que acompanyen l'enterrament són aquells necessaris per a un nòmada durant un viatge (al següent món): arnesos de cavalls, armes, a vegades decoracions personals i vaixells amb menjar ritual. Prop del difunt era posat el seu veritable tovarich (turc: camarada), un cavall. La creença que cal donar al difunt les coses necessàries per la travessia i com a mínim perquè iniciar la vida a l'altre món, la descriu Ibn Fadlan, un viatger àrab preguntaire i veraç que va viure al començament del segle x. Descrivia la cerimònia funerària no a un kimak-kiptxak, sinó a un oghuz. Tanmateix, de les excavacions dels kurgans nòmades sabem que la cerimònia funerària de les poblacions que parlen turc generalment era extraordinàriament monòtona, i significa que les provisions generals, que els nòmades tenien per a la construcció dels complexos funeraris, eren de fet idèntiques.
Citant Ibn Fadlan: "I si una persona del seu grup moria, per a ella es cavava un forat gran en una forma d'una casa, se'l vestia amb la seva jaqueta, el seu cinturó, el seu arc... i es posava a la seva mà una copa de fusta, es posava davant d'ell un vaixell de fusta, es donava tot allò que tenia, i se'l posava en aquella casa... Després de posat es cobria la casa damunt ell amb guarnició, i se situava damunt d'això alguna cosa com una cúpula d'argila". Això és una descripció del lloc sepulcral i kurgan a dalt.
"Llavors agafavenn cavalls, i depenent del seu nombre mataven cent d'aquestos, o dos-cents, o un, i menjaven la seva carn, amb l'excepció del cap, cames, testicles, i cua. I llavors estenien tot això en estructures de fusta i deien: "Aquests són els seus cavalls en els que se n'aniria a paradís". I si havia matat homes i era valent, es gravarien imatges a la fusta, enumerant els que havia matat, els posava a la seva tomba i deia: "Aquests són els seus joves que el serviran en el paradís".
Els nòmades difunts sempre es feien acompanyar en el camí a l'altre món amb cavalls morts, i a vegades amb altres animals, i també enemics morts per ell, representats per esteles simples o imatges humanes aproximades de pedra o fusta (balbals). Els cavalls eren necessaris per a un pas veloç, per a anar des d'un món fins a un altre, i molts d'ells eren els millors. Entre els oghuz les imatges del difunt no eren instal·lats mai sobre les tombes, ni en santuaris especials. Aquesta costum només existia entre la població del kaganat Kimak, i principalment entre el kiptxaks.

## Kan-Sacerdot
Els kans turcs, incloent-hi els kans kimaks, tenien un paper especial com a suprem sacerdot i portador de profecies. Shabib al-Karani fa una descripció probablement distorsionada d'un ritual: "El khakan (pronunciació àrab del títol "Kagan") dels turcs té un dia específic en què il·luminen una foguera enorme. El khakan diu una frase oracular al foc. Llavors intentant penetrar en el foc, i després en surt. Si la seva cara es torna groga, és un senyal de fertilitat i coses bones, si la cara es torna blanca, la recol·lecció fallarà, si la cara es posa verda vol dir malaltia i epidèmies, i si es torna negre, indica una mort del Khakan o un viatge llunyà. Quan això últim passa, el khakan s'afanya a anar-se'n a fer un viatge o un atac. Els xamans kimaks tenien yada, "pedres de pluja", que s'utilitzaven per portar pluja quan es necessitava.